# Alemşahlı, Sarıgöl
Alemşahlı là một xã thuộc huyện Sarıgöl, tỉnh Manisa, Thổ Nhĩ Kỳ. Dân số thời điểm năm 2011 là 973 người.